# Egisto Pandolfini
Egisto Pandolfini (Lastra a Signa, 17 febbraio 1926 – Firenze, 29 gennaio 2019) è stato un calciatore e allenatore di calcio italiano, di ruolo centrocampista.

## Caratteristiche tecniche
Era un interno di centrocampo.

## Carriera

### Club
Egisto Pandolfini cresce calcisticamente nelle giovanili della Fiorentina ove esordì in Serie A l'11 novembre 1945 contro la Salernitana, vince un Campionato toscano di guerra 1944-1945. In quel primo anno da riserva Pandolfini non conquistò il cuore dei dirigenti viola che lo dirottarono a fine campionato all'Empoli in Serie B. Qui il giovane Pandolfini si mise in luce ma non al punto da meritarsi il ritorno a Firenze.
Su di lui mise gli occhi il presidente della SPAL, Paolo Mazza — il quale di lì a poco si guadagnerà l'appellativo di Mago di campagna —, che lo prelevò per pochi soldi mettendolo al centro dell'attacco spallino. A Ferrara Pandolfini esplose e vinse con 20 reti la classifica del girone B della serie cadetta. Per riaverlo la Fiorentina pagò a Mazza una cifra da capogiro per l'epoca oltre al cartellino del bomber Otello Badiali, che ritornò a Ferrara.
Con i viola Pandolfini giocò 4 campionati arrivando a debuttare in Nazionale il 2 luglio 1950 contro il Paraguay. A Firenze, gioca con Sergio Cervato, Leonardo Costagliola, Ardico Magnini, Giuseppe Chiappella, Francesco Rosetta, Augusto Magli, ovvero tutti grandi giocatori assieme ai quali contribuirà al quarto posto in campionato nel 1952, anticipatore del grande successo che la Fiorentina avrà nel 1956. Dopo quattro campionati a Firenze, Pandolfini viene ceduto alla Roma perché voluto dal tecnico Giuseppe Viani che aveva appena riportato i giallorossi in Serie A.
Nella capitale resterà altre quattro intense stagioni e gli anni romani, come del resto quelli fiorentini, sono l'apice della carriera di Pandolfini che intanto viene arretrato al ruolo di interno senza comunque perdere il vizio del goal. Formidabile nei calci piazzati — a Roma realizzerà ben 9 goal su rigore consacrandosi come uno dei migliori rigoristi capitolini di tutti i tempi e in totale ne realizzerà 17 in Serie A —, era dotato di una grande tecnica con la quale sopperirà negli anni alla graduale perdita di velocità. Viene successivamente ceduto all'Inter e a Milano resta due stagioni, giocando nel 1956-1957 assieme al suo compaesano di Lastra a Signa Fulvio Nesti, che era arrivato alla SPAL l'anno della sua partenza e che con lui aveva giocato ai mondiali svizzeri del 1954.

La rosa della nella stagione 1958-1959, nell'anno del ritorno di Pandolfini in biancazzurro: qui è il quarto in piedi da sinistra, tra Saul Malatrasi e Angelo Villa.

Nel 1958, giudicato ormai al tramonto, torna a Ferrara dove Paolo Mazza, che oltre a valorizzare molti giovani sa perfettamente rilanciare vecchi campioni, crede ancora in lui e lo riacquista per poche lire. Pandolfini — o "Gisto" come lo chiamano con affetto i ferraresi — dà quindi il suo determinante contributo per salvare la SPAL dalla retrocessione in un campionato opaco per i ferraresi, dove brilla la stella di Saul Malatrasi che, ironia della sorte, partirà da Ferrara per militare nelle stesse squadre (nell'ordine Fiorentina, Roma e Inter per poi tornare anch'egli a Ferrara) in cui militò Pandolfini. L'anno seguente nel miglior campionato di tutti i tempi della SPAL, Pandolfini ritrova il suo ex compagno dell'Inter Oscar Massei — il più grande spallino di tutti i tempi — e tiene a battesimo Armando Picchi, Costanzo Balleri e Egidio Morbello che passeranno loro stessi all'Inter l'anno successivo, Dante Micheli che andrà alla Fiorentina e Gianfranco Bozzao destinato alla Juventus
Chiude con la Serie A nella primavera del 1960, a 34 anni, contro il Lanerossi Vicenza. Torna con il ruolo di allenatore-giocatore a Empoli e con questa squadra vince il campionato di Serie D per poi chiudere con il calcio giocato nel 1962, in Serie C sempre con i toscani, una splendida carriera. L'unico cruccio di Pandolfini resta non aver mai vinto, nonostante abbia giocato in squadre importanti, nemmeno uno scudetto. Inizia successivamente una lunga carriera di allenatore nelle giovanili della Fiorentina, divenendo il maestro di vari talenti viola. Della Fiorentina diventerà in seguito e per molti anni, apprezzato dirigente e osservatore. Il 30 maggio 2007, nell'ambito dei festeggiamenti per la fusione tra i due club sportivi che nel 1926 diedero vita alla Fiorentina, Egisto Pandolfini ha ricevuto una targa ricordo per i suoi trascorsi viola.

### Nazionale

Pandolfini (accosciato, primo da destra) in maglia azzurra nel 1952

In nazionale Pandolfini ha giocato 21 partite in un'epoca in cui le partite degli azzurri erano molto più sporadiche di oggi. Ha giocato una partita ai mondiali del 1950 in Brasile segnando una rete e in seguito tre partite segnando una rete ai mondiali di Svizzera del 1954, risultando uno dei pochi azzurri che abbiano segnato nel corso di due mondiali. In nazionale ha segnato complessivamente 9 goal e ne è stato il capitano in 5 incontri. Il 24 gennaio 1954 segna in nazionale una delle reti più veloci della storia del calcio, contro l'Egitto. Fece parte anche della spedizione italiana, senza mai giocare, alle Olimpiadi di Londra del 1948
Conclude la sua esperienza azzurra il 26 maggio 1957 nel disastroso ko per 3 a 0 inflitto a Lisbona dal Portogallo all'Italia.

## Statistiche

### Cronologia presenze e reti in nazionale
| Cronologia completa delle presenze e delle reti in nazionale ― Italia | Cronologia completa delle presenze e delle reti in nazionale ― Italia | Cronologia completa delle presenze e delle reti in nazionale ― Italia | Cronologia completa delle presenze e delle reti in nazionale ― Italia | Cronologia completa delle presenze e delle reti in nazionale ― Italia | Cronologia completa delle presenze e delle reti in nazionale ― Italia | Cronologia completa delle presenze e delle reti in nazionale ― Italia | Cronologia completa delle presenze e delle reti in nazionale ― Italia |
| Data                                                                  | Città                                                                 | In casa                                                               | Risultato                                                             | Ospiti                                                                | Competizione                                                          | Reti                                                                  | Note                                                                  |
| --------------------------------------------------------------------- | --------------------------------------------------------------------- | --------------------------------------------------------------------- | --------------------------------------------------------------------- | --------------------------------------------------------------------- | --------------------------------------------------------------------- | --------------------------------------------------------------------- | --------------------------------------------------------------------- |
| 2-7-1950                                                              | San Paolo                                                             | Paraguay                                                              | 0 – 2                                                                 | Italia                                                                | Mondiali 1950 - 1º turno                                              | 1                                                                     |                                                                       |
| 8-4-1951                                                              | Lisbona                                                               | Portogallo                                                            | 1 – 4                                                                 | Italia                                                                | Amichevole                                                            | 1                                                                     |                                                                       |
| 6-5-1951                                                              | Milano                                                                | Italia                                                                | 0 – 0                                                                 | Jugoslavia                                                            | Amichevole                                                            | -                                                                     |                                                                       |
| 24-2-1952                                                             | Bruxelles                                                             | Belgio                                                                | 2 – 0                                                                 | Italia                                                                | Amichevole                                                            | -                                                                     |                                                                       |
| 18-5-1952                                                             | Firenze                                                               | Italia                                                                | 1 – 1                                                                 | Inghilterra                                                           | Amichevole                                                            | -                                                                     |                                                                       |
| 16-7-1952                                                             | Tampere                                                               | Italia                                                                | 8 – 0                                                                 | Stati Uniti                                                           | Olimpiadi 1952 - Qualificazione                                       | 2                                                                     | Cap.                                                                  |
| 21-7-1952                                                             | Helsinki                                                              | Ungheria                                                              | 3 – 0                                                                 | Italia                                                                | Olimpiadi 1952 - Ottavi di finale                                     | -                                                                     | Cap.                                                                  |
| 26-10-1952                                                            | Stoccolma                                                             | Svezia                                                                | 1 – 1                                                                 | Italia                                                                | Amichevole                                                            | -                                                                     |                                                                       |
| 28-12-1952                                                            | Palermo                                                               | Italia                                                                | 2 – 0                                                                 | Svizzera                                                              | Coppa Internazionale 1948-1953                                        | 1                                                                     |                                                                       |
| 26-4-1953                                                             | Praga                                                                 | Cecoslovacchia                                                        | 2 – 0                                                                 | Italia                                                                | Coppa Internazionale 1948-1953                                        | -                                                                     |                                                                       |
| 17-5-1953                                                             | Roma                                                                  | Italia                                                                | 0 – 3                                                                 | Ungheria                                                              | Coppa Internazionale 1948-1953                                        | -                                                                     |                                                                       |
| 13-12-1953                                                            | Genova                                                                | Italia                                                                | 3 – 0                                                                 | Cecoslovacchia                                                        | Coppa Internazionale 1948-1953                                        | 1                                                                     |                                                                       |
| 24-1-1954                                                             | Milano                                                                | Italia                                                                | 5 – 1                                                                 | Egitto                                                                | Qual. Mondiali 1954                                                   | 1                                                                     |                                                                       |
| 11-4-1954                                                             | Parigi                                                                | Francia                                                               | 1 – 3                                                                 | Italia                                                                | Amichevole                                                            | 1                                                                     |                                                                       |
| 17-6-1954                                                             | Losanna                                                               | Svizzera                                                              | 2 – 1                                                                 | Italia                                                                | Mondiali 1954 - 1º turno                                              | -                                                                     |                                                                       |
| 20-6-1954                                                             | Lugano                                                                | Belgio                                                                | 1 – 4                                                                 | Italia                                                                | Mondiali 1954 - 1º turno                                              | 1                                                                     | Cap.                                                                  |
| 23-6-1954                                                             | Basilea                                                               | Svizzera                                                              | 4 – 1                                                                 | Italia                                                                | Mondiali 1954 - 1º turno                                              | -                                                                     | Cap.                                                                  |
| 30-3-1955                                                             | Stoccarda                                                             | Germania Ovest                                                        | 1 – 2                                                                 | Italia                                                                | Amichevole                                                            | -                                                                     | Cap.                                                                  |
| 29-5-1955                                                             | Torino                                                                | Italia                                                                | 0 – 4                                                                 | Jugoslavia                                                            | Coppa Internazionale 1955-1960                                        | -                                                                     |                                                                       |
| 9-12-1956                                                             | Genova                                                                | Italia                                                                | 2 – 1                                                                 | Austria                                                               | Coppa Internazionale 1955-1960                                        | -                                                                     |                                                                       |
| 26-5-1957                                                             | Lisbona                                                               | Portogallo                                                            | 3 – 0                                                                 | Italia                                                                | Qual. Mondiali 1958                                                   | -                                                                     |                                                                       |
| Totale                                                                |                                                                       | Presenze                                                              | 21                                                                    |                                                                       | Reti (34º posto)                                                      | 9                                                                     |                                                                       |

## Palmarès

### Giocatore

#### Club

##### Competizioni regionali
- Campionato toscano di guerra: 1

Fiorentina: 1944-1945

##### Competizioni nazionali
- Serie D: 1

Empoli: 1960-1961

## Curiosità
Il coro che accompagna Canzone viola, l'inno della Fiorentina, nella sua versione originale è cantato da giocatori dell'Inter, fra i quali il tifoso viola Pandolfini, raccolti da Narciso Parigi al momento dell'incisione avvenuta in uno studio di Milano.